# ペドロ・セロロ
ペドロ・ゴンサレス・セロロ（スペイン語: Pedro González Zerolo、1960年7月20日 - 2015年6月9日、男性）は、スペインの法曹・政治家。ベネズエラ・カラカス出身。スペイン社会労働党(PSOE)所属。法曹・政治家としてLGBTの社会運動に携わり、2005年に合法化されたスペインの同性婚に関する議論を牽引した。自身も同性愛者であることを公表しており、10年間交際した男性と2005年に結婚した。

## 経歴

### 法曹
父親はフランコ独裁政権から逃れるために南アメリカのベネズエラに亡命しており、セロロは1960年にベネズエラの首都カラカスに生まれた。カナリア諸島・テネリフェ島のラ・ラグーナ大学で法学を学び、マドリードに移って比較法学を学んだ。同時期にはカトリック教会聖職者のエンリケ・デ・カストロと共同で、マドリード南部プエンテ・デ・バジェカス区のエントレビーアス地区の貧しい人々を支援する活動を行った。
1992年にはマドリードゲイ集団(COGAM)の法律コンサルタントとなり、1993年末には同会の会長に選出された。つづいて全国レズビアン・ゲイ連盟にも法的助言を行い、1998年には同会が名を変えた全国LGBT連盟(FELGTB)の会長に就任した。2000年と2002年にも会長に再選されている。2004年には国際レズビアン・ゲイ協会(ILGA)の理事の一員となった。

### 政治家
統一左翼(IU)とスペイン社会労働党(PSOE)に招待されて国会下院で演説し、国会上院でもゲイコミュニティ差別を非難した。2001年と2003年には、同性婚に関連する民法の修正議論に参加した。2004年に社会労働党が国民党(PP)から政権を奪い、ホセ・ルイス・ロドリゲス・サパテロが首相に就任すると、社会労働党は同性婚法の制定に加えて離婚法の改正や妊娠中絶法の緩和などに取り組んだ。2005年には同性婚法がスペイン下院で可決された後に上院で否決されたが、2005年6月30日に下院で再可決（賛成187、反対147、棄権4）され、7月2日に公布、7月3日に発効された。オランダ、ベルギーに次いで、スペインは世界で3番目に同性婚を法的に認めた国である。同年には自らも10年間交際していた男性と結婚した。
2003年には社会労働党からマドリード市議会議員に選出され、2007年、2011年に市議会議員に再選された。2004年6月の社会労働党第36回党大会では社会労働党の政府執行部に選出された。2004年7月から2012年2月、2014年7月から2015年6月には社会労働党の社会運動局長を務めた。
2015年1月19日には社会労働党のマドリード州支部であるマドリード社会党議長に就任。5月のマドリード州議会議員選挙では社会労働党の選挙名簿第3位に登録されて当選し、6月9日に州議会議員として初登庁するはずだった。2013年12月に膵癌（膵臓癌）と診断され、2015年6月9日にマドリードの自宅で死去した。54歳没。マドリード市はセロロの功績を称え、市内のチュエーカ地区の広場にセロロの名前を冠することを決定した。